# Московский авиационный завод № 39
Московский авиационный завод № 39 имени В. Р. Менжинского — авиационный завод, работавший в Москве в 1921—1941 годах.
Особая роль данного предприятия в истории советской авиационной промышленности связана с тем, что оно стало важной производственной базой опытного самолётостроения в СССР (наряду с Центральным аэрогидродинамическим институтом).

## История
Образован в 1921 году на базе ремонтного завода «Авиаработник», находившегося на восточной стороне Ходынского поля (по соседству располагался авиазавод «Дукс»), входил в трест «Промвоздух» Управления ВВС РККА.
В 1927 году получил название авиационного завода № 39 имени В. Р. Менжинского.
В период 1930-1931 гг. на территории завода располагалось ЦКБ-39 ОГПУ - первое «Опытно-конструкторских бюро», созданное в советской авиапромышленности в конце 1929 года из числа заключённых авиаконструкторов и инженеров.
В 1932 году переведён в ведение Народного комиссариата тяжёлой промышленности СССР (Управление авиационной промышленности).
13 января 1933 года Приказом заместителя Народного комиссара тяжёлой промышленности СССР и начальника Главного управления авиационной промышленности П. И. Баранова на заводе было образовано Центральное конструкторское бюро для проектирования и производства лёгких самолетов, официально именовавшееся ЦКБ опытного самолётостроения лёгких самолётов и войсковых серий. Начальником нового ЦКБ и заместителем директора завода № 39 по конструкторской части был назначен С.В. Ильюшин.  Структурно ЦКБ состояло из самостоятельных конструкторских бригад, специализировавшихся по типам самолетов, вооружению, технологии и проведению различного рода испытаний.
В 1934—1936 годах большинство конструкторских бригад ЦКБ перевели на серийные авиационные заводы, а на заводе № 39 осталось только КБ С. В. Ильюшина, которое в предвоенные годы работало над модификациями бомбардировщика ДБ-3 и создало штурмовик Ил-2.
В октябре 1941 завод № 39 был эвакуирован на территорию Иркутского авиационного завода № 125 им. И. В. Сталина.
8 декабря 1941 года был издан приказ народного комиссара авиационной промышленности СССР № 1139 об объединении двух заводов — им. Сталина и им. Менжинского. С 19 декабря 1941 года это было уже одно предприятие, которое стало называться ордена Ленина и ордена Трудового Красного Знамени авиационный завод № 39 им. И. В. Сталина.
Часть оборудования Московского авиационного завода № 39 и 1000 рабочих были эвакуированы в Улан-Удэ для увеличения потенциала Улан-Удэнского авиационного завода № 99.
КБ Ильюшина находилось в эвакуации в Куйбышеве на заводе № 18 (с апреля 1942 года — в Москве; позже Московский машиностроительный завод имени С. В. Ильюшина).

## Продукция
- В действовавшем при заводе Центральном конструкторском бюро (см. ЦКБ) были разработаны самолёты:
  - истребитель И-5 — разработан в ЦКБ, опытное строительство и серийное производство на заводе,
  - истребитель И-15 — разработан в ЦКБ, опытное строительство и серийное производство на заводе,
  - истребитель И-16 — разработан в ЦКБ, опытное строительство и серийное производство на заводе,
  - истребитель ДИ-6 — опытное строительство и серийное производство на заводе,
  - бомбардировщик ДБ-3 — разработан в ЦКБ, опытное строительство и серийное производство на заводе,
  - бомбардировщик Пе-2 — опытное строительство и серийное производство на заводе,
  - истребитель Пе-3 — опытное строительство и серийное производство на заводе,
  - гидросамолёт МБР-2 — разработан в ЦКБ).
- Изготовлена гондола для стратостата «СССР-1».[4]
- Изготовлена гондола для стратостата «СССР-3».

## Известные сотрудники
- Бахрах, Натан Маркович — главный инженер авиазавода[5]
- Беляев, Николай Дмитриевич — начальник цеха, инженер-испытатель, погиб при испытании самолёта ИЛ-4 6 августа 1943 года у города Аша вместе с лётчиком майором Подолякиным Ильёй Ефимовичем. Похоронен в братской могиле на Лесохимическом кладбище города Аша.
- Гудков, Михаил Иванович — конструктор завода
- Григорович, Дмитрий Павлович
- Иосилович, Исаак Борисович - c октября 1941 по август 1942 года директор завода
- Кочеригин, Сергей Александрович
- Надашкевич, Александр Васильевич
- Никитин, Василий Васильевич авиаконструктор
- Поликарпов, Николай Николаевич
- Рафаэлянц, Арам Назарович
- Соколов, Леонид Петрович - с 1940 по 1941 год директор завода
- Томашевич, Дмитрий Людвигович
- Ульсен, Адольф Аммунович (1900—1943) — советский лётчик-испытатель, комбриг.
- Яковлев, Александр Сергеевич — начальник группы легкой авиации при заводе № 39 (КБ Осоавиахима)[6]
- Яценко, Владимир Панфилович